# Dębina (Poznań)
Dębina – historyczna lewobrzeżna część miasta Poznania, w położona w obrębie dwóch osiedli administracyjnych: Zielony Dębiec i Wilda.
Według danych z 1 stycznia 2010 r. obszar Dębiny zamieszkiwało 2568 osób.
Dębina obejmuje tereny zielone nad rzeką Wartą (część tzw. południowego klina zieleni miasta Poznania) oraz osiedla mieszkaniowe. Północną część Dębiny stanowią Bielniki. Na Dębinie znajduje się również ujęcie wody pitnej dla miasta Poznania, węzeł autostrady A2 Poznań Luboń oraz przystanek kolejowy Poznań Dębina (na linii Kluczbork-Poznań). Mostem kolejowym wraz z kładką dla pieszych łączy się z prawobrzeżną częścią miasta Poznania – Starołęką. Znajdują się tutaj pętle dla linii autobusowych: 171, 176, 243.

## Przyroda
Naturalny park leśny Dębina o powierzchni 80 ha stanowi pozostałość lasu łęgowego rosnącego niegdyś na zalewowej terasie Warty. Obecnie rośnie tam ok. 400 dębów stuletnich i starszych, wiele z nich o wymiarach pomników przyrody (obwód 5 metrów). 
Jeziora występujące obecnie na terenie parku są starorzeczami. Mają one bardzo mocno rozbudowaną strefę przybrzeżną (litoral). 

### Ptaki
W Dębinie gnieździ się ponad 50 gatunków ptaków (m.in. łyska, kokoszka, kapturka, gąsiorek, łabędź niemy, gągoł, dzięcioł duży, tracz nurogęś, sikora uboga, sikora czarnogłowa, myszołów, grubodziób, wilga, zięba, drozd śpiewak, kos, raniuszek, muchołówka, pokrzewka ogrodowa, pokrzewka czarnołbista, rudzik) jednak w czasie wieloletnich obserwacji ornitolodzy naliczyli ich przeszło 130.

### Płazy i gady
Płazy i gady reprezentuje m.in.: żaba trawna, żaba moczarowa, ropucha szara, ropucha zielona, kumak nizinny, grzebiuszka, traszka zwyczajna, traszka grzebieniasta i zaskroniec zwyczajny.

### Ryby

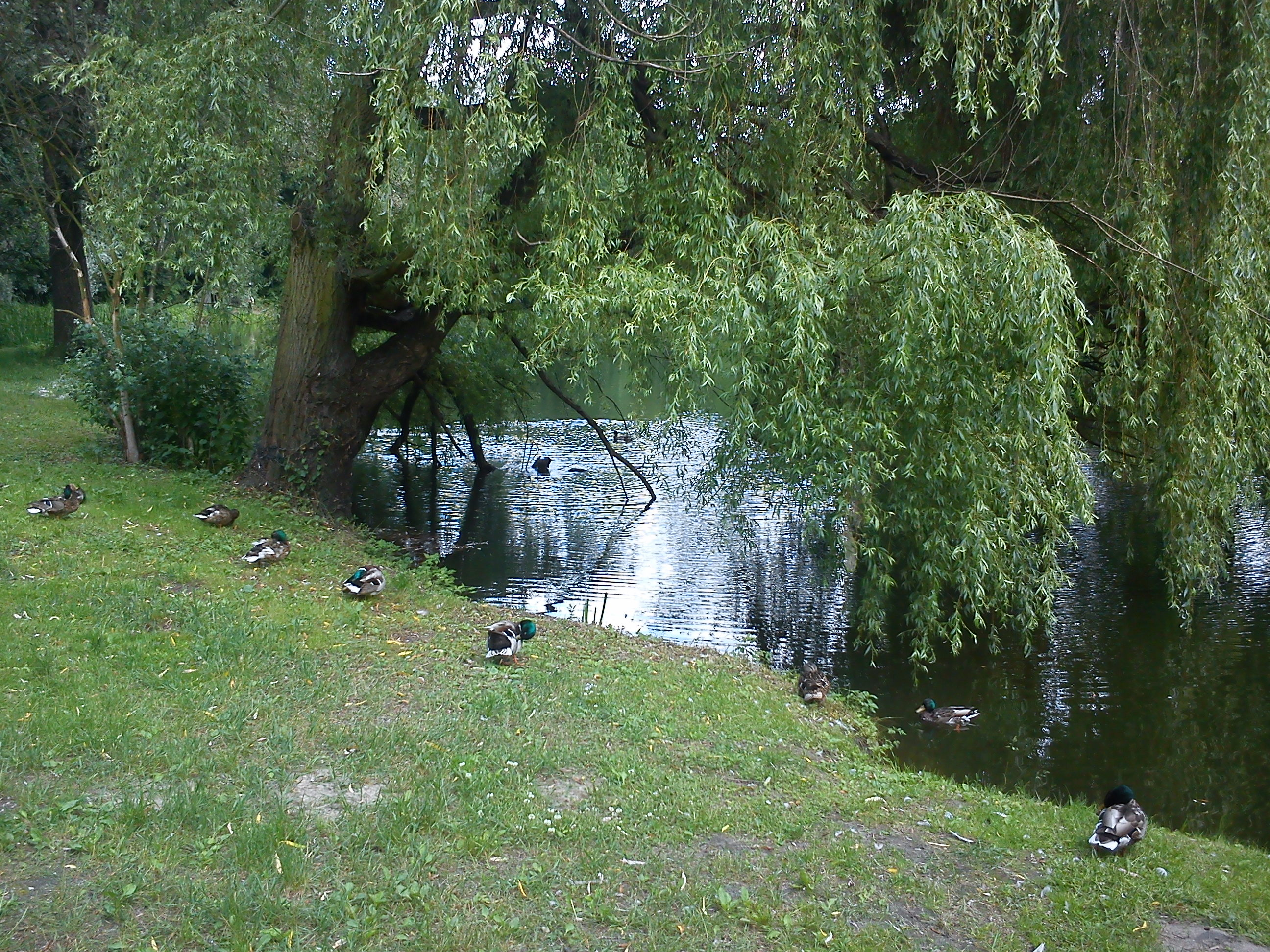
Jeden ze stawów na Dębinie (2012)

Liczną grupą zwierząt są ryby, które zamieszkują tutejsze stawy. Naliczono ich 27 gatunków, m.in. są to: słonecznica, karp, szczupak, sum, płoć, ukleja i węgorz.

### Owady i ślimaki
Świat owadów oraz ślimaków reprezentują m.in.: świtezianka błyszcząca, husarz władca, biegacz gajowy, podrzut myszaty, bursztynka pospolita, ślimak przydrożny, ślimak gajowy, wstężyk ogrodowy, pomrów wielki, winniczek i liczne nartnikowate.

### Rośliny
Poza tym występuje tu prawie 500 gatunków roślin naczyniowych a także ponad 70 gatunków porostów, 26 gatunków mchów oraz wiele gatunków grzybów. Do dzisiaj lasy te posiadają charakter jednych z najbardziej zbliżonych do lasów naturalnych na terenie Poznania. Mają one bogaty i zróżnicowany podszyt oraz runo, z wieloma ciekawymi i niekiedy rzadkimi gatunkami roślin (m.in. przylaszczka pospolita, czosnaczek pospolity, bluszczyk kurdybanek, kokoryczka wielokwiatowa, zawilec gajowy, ziarnopłon wiosenny, przytulia czepna, konwalia majowa). 

### Grzyby
Na terenie dębińskich lasów znajduje się jedyne dotąd stwierdzone w Polsce stanowisko rzadkiego grzyba - pochwiaka pasożytniczego (Volvariella surrecta). Pasożytuje on na rozkładających się owocnikach innych grzybów - gąsówki mglistej (Clitocybe nebularis) i ciemnobiałki krótkotrzonowej (Melanoleuca brevipes). Stanowisko zostało odkryte w 2000 przez Dorotę Celkę. Licznie występuje ponadto żółciak siarkowy.

## Historia

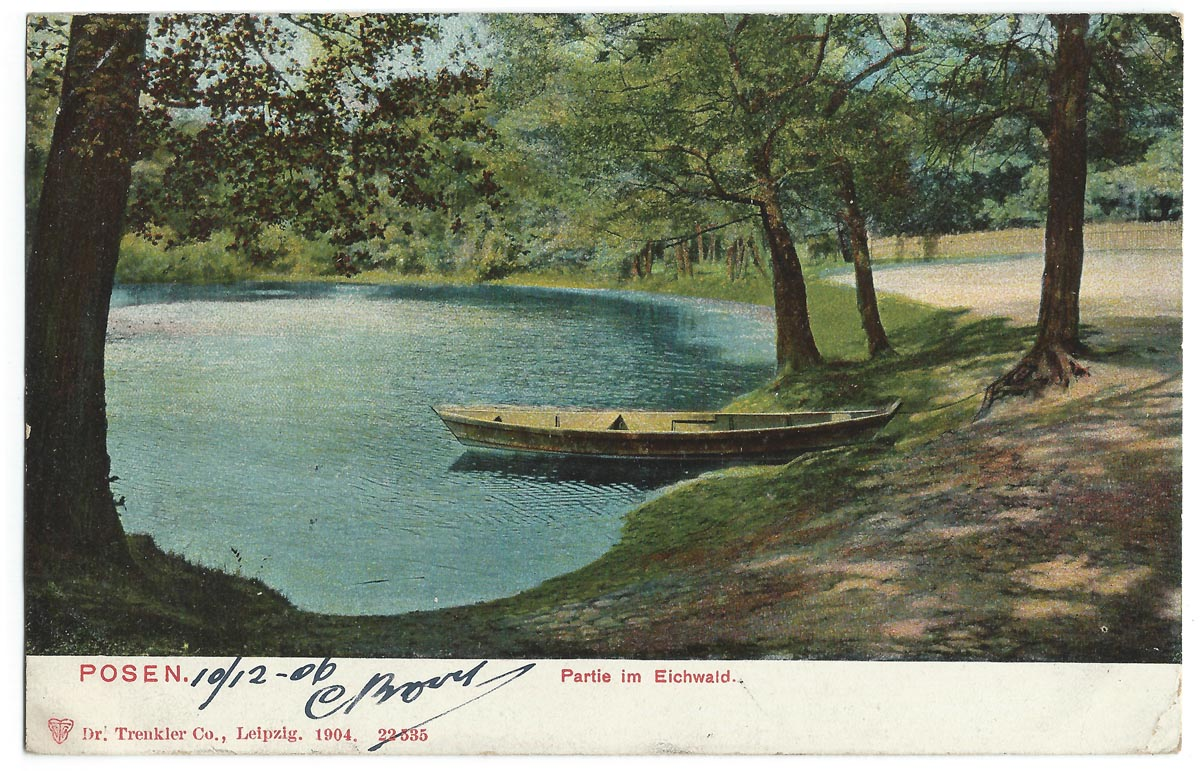
Niemiecka kartka pocztowa ze zdjęciem fragmentu Dębiny z 1904 roku

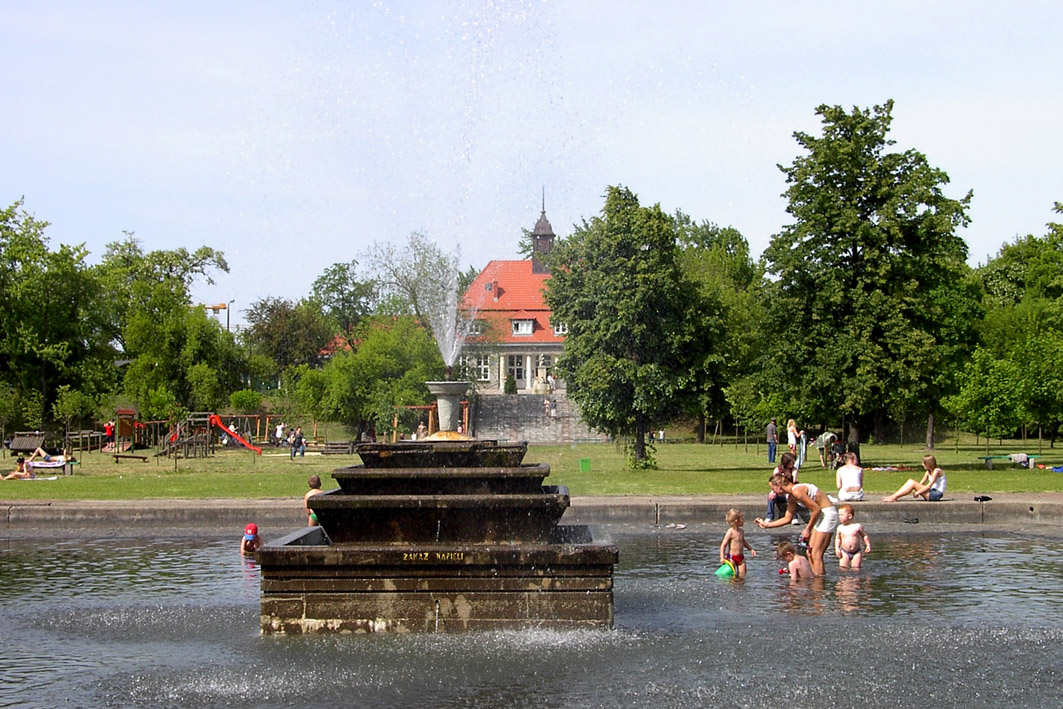
Obszar Dziecińca pod Słońcem (Młodzieżowy Dom Kultury nr 1) na Dębinie (2008)

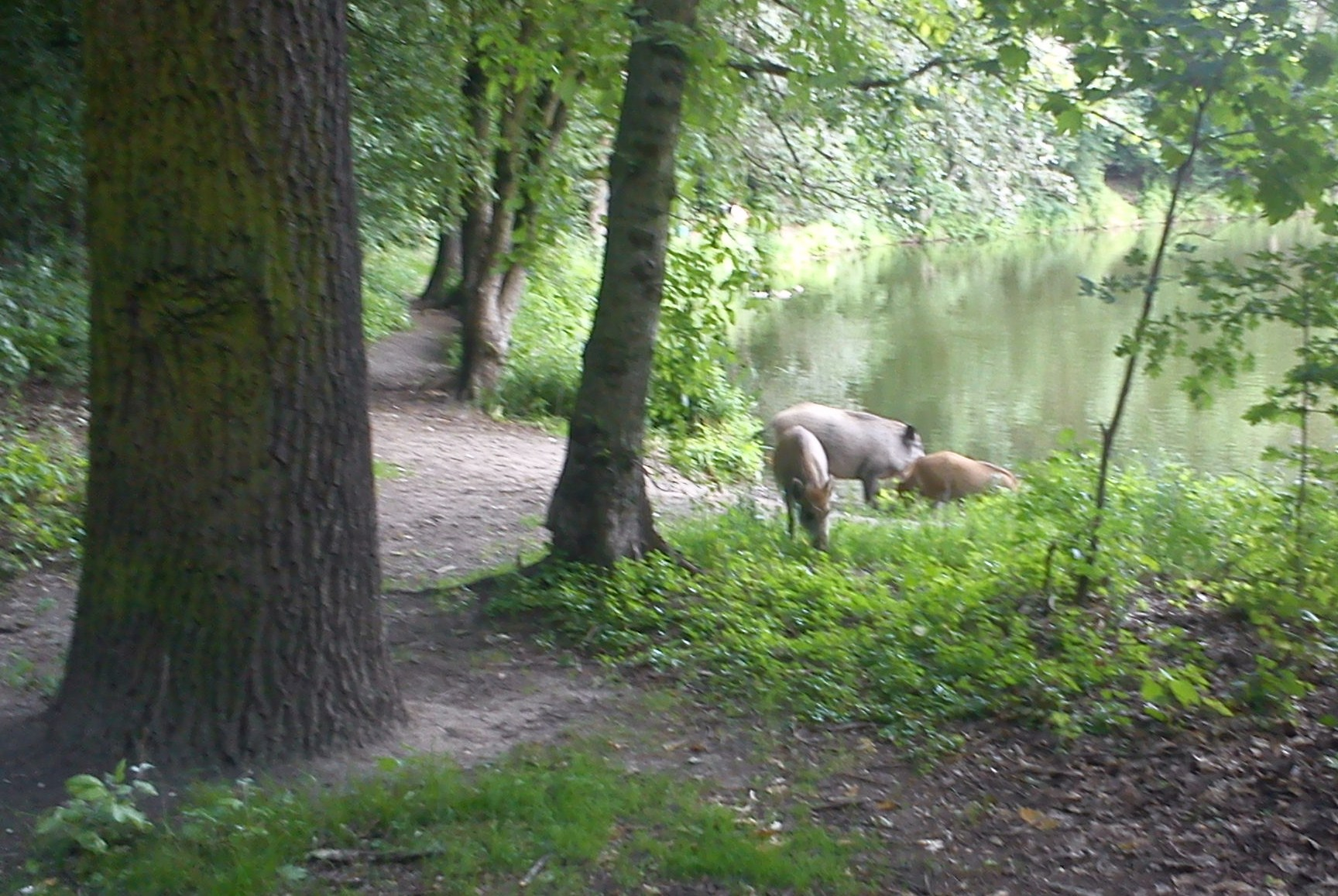
Stado dzików na Dębinie (2012)

Dębina od XV w. należała do klasztoru Karmelitów Trzewiczkowych przy kościele pw. Bożego Ciała. W 1703 r. podczas Potopu Szwedzkiego Dębinę splądrowano i wycięto ponad 300 dębów. W czasach Wielkiego Księstwa Poznańskiego willę tutaj miała Ludwika - żona namiestnika Księstwa Antoniego Radziwiłła. W 1820 roku wybudowano Drogę Dębińską, która miała ułatwić księżnej dojazd do jej pałacyku. Z czasem wzdłuż drogi zaczęły powstawać różnego rodzaju kompleksy rozrywkowe: pergole, altany, pawilony muzyczne, podesty do tańca, muszle koncertowe, kręgielnie. W połowie XIX wieku występował tu zespół Teatru Polskiego, który wystawiał tu nawet sztuki narodowe. Właściciele ogródków (o często pretensjonalnie brzmiących nazwach np.: "Columbia", "Nowa Ameryka" czy "Dolina Szwajcarska"), dbali o dobre jedzenie i rozrywkę dla swoich gości. Różne organizacje, polskie i niemieckie, urządzały tutaj koncerty, spotkania towarzyskie i zloty.
Po kasacie zakonu Karmelitów w 1856 roku Dębinę przejął rząd pruski, a w 1905 miasto. W tym czasie w południowej części Dębiny wykopano kilkadziesiąt studni, a w latach 20. XX wieku powstały stawy infiltracyjne ujęć wody dla Poznania. Te działania odbiły się ujemnie na stanie lasu. Degradację terenu miała powstrzymać akcja „Ratować Dębinę”, która odbyła się w latach 1929-1931 przez Komitet Ochrony Przyrody. W 1994 roku Rada Miasta Poznania utworzyła tu użytek ekologiczny. Obecnie terenem tym opiekuje się Zarząd Zieleni Miejskiej oraz Stowarzyszenie Miłośników Dębiny "Leśniczówka", powstałe w 1985 roku.
W miejscu gdzie dzisiaj stoi stacja benzynowa Lotos była Fogielka (Vogelwiese), czyli wesołe miasteczko. Często odwiedzana przez dzieci, kusiła karuzelami, strzelnicami, beczkami śmiechu. Starsi bywalcy mogli nacieszyć oko widokiem kobiet wykonujących taniec brzucha i zasięgnąć porady u wróżki. Po przeciwnej stronie drogi (obecnie tereny AWF) znajdował się stadion Towarzystwa Gimnastycznego „Sokół”, wybudowany w 1922 roku. Z wyposażenia przetrwały tylko łazienki rzeczne stojące nad Wartą, które zaprojektował Jerzy Tuszowski. Otwarto je w 1925 roku. W głównym budynku znajdowały się kasy biletowe, pogotowie ratunkowe, restauracja i mieszkanie dozorcy, w bocznych skrzydłach kabiny i szatnia. Początkowo panowie i panie korzystali z osobnych plaż, ale dzielący je płot ustawicznie był niszczony. Wydzielono więc trzeci oddział – rodzinny, który zyskał największą popularność. Obok łazienek zbudowano w latach 1927–1928, również według projektu Tuszowskiego, Dzieciniec pod Słońcem, nazywany potocznie ogrodem jordanowskim. Budowa tego rodzaju placówki edukacyjnej należała wówczas do nowatorskich realizacji. Obecnie znajduje się tu Młodzieżowy Dom Kultury nr 1. Na przełomie lat 50. i 60. od Ogrodu Jordanowskiego (MDK 1), prawą stroną Drogi Dębińskiej, rozpoczynała swój bieg wąskotorowa Harcerska Kolejka Dziecięca. Po około 2 km dojeżdżała do Dębiny i kończyła trasę (obecnie funkcjonuje jako Kolejka Parkowa Maltanka, wożąc pasażerów od ronda Śródka wzdłuż Jeziora Maltańskiego do Nowego ZOO).
W 2001 r. utworzono jednostkę pomocniczą miasta Osiedle Dębina. 1 stycznia 2011 r. połączono dwie jednostki: Osiedle Dębina i Osiedle Dębiec w jedno Osiedle o nazwie Zielony Dębiec.
W roku 2008 zostały utworzone dwie jednostki obszarowe Systemu Informacji Miejskiej: Dębina i Łęgi Dębińskie.   